# Bad Berneck im Fichtelgebirge
Bad Berneck im Fichtelgebirge település Németországban, azon belül Bajorországban. Lakosainak száma 4526 fő (2023. december 31.).

## Népessége
| Lakosok száma | 1355 | 3623 | 3946 | 4630 | 4296 | 4293 | 4326 | 4339 | 4418 | 4526 |
|               | 1875 | 1950 | 1975 | 1987 | 2012 | 2014 | 2016 | 2017 | 2021 | 2023 |